# Renault Trucks C
Renault Trucks C — сімейство вантажних автомобілів для будівництва, що виробляються компанією Renault Trucks з 2013 року і прийшли на заміну Renault Premium Lander.

## Опис

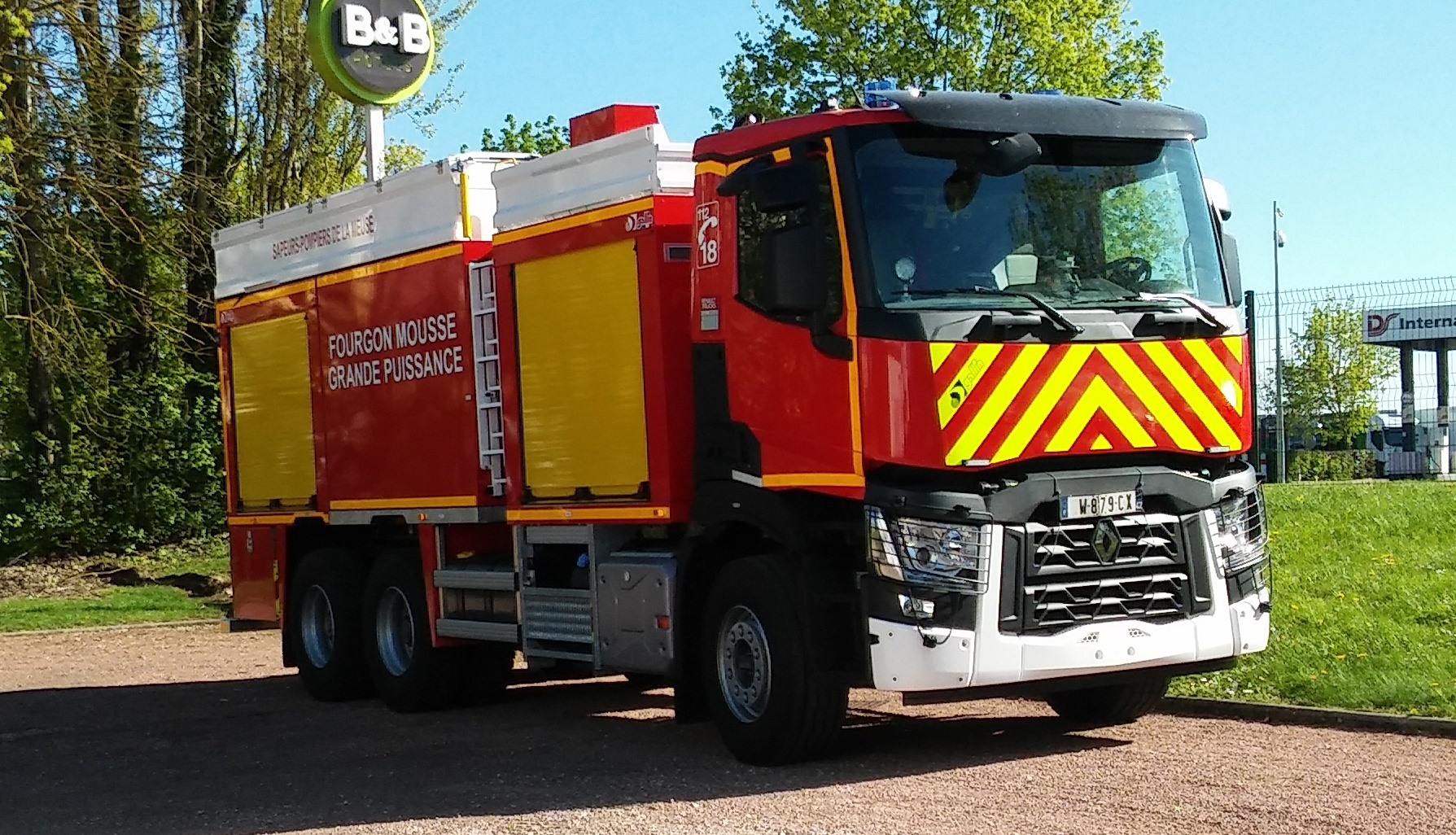
Renault C з кабіною Day Cab (2013-2021)

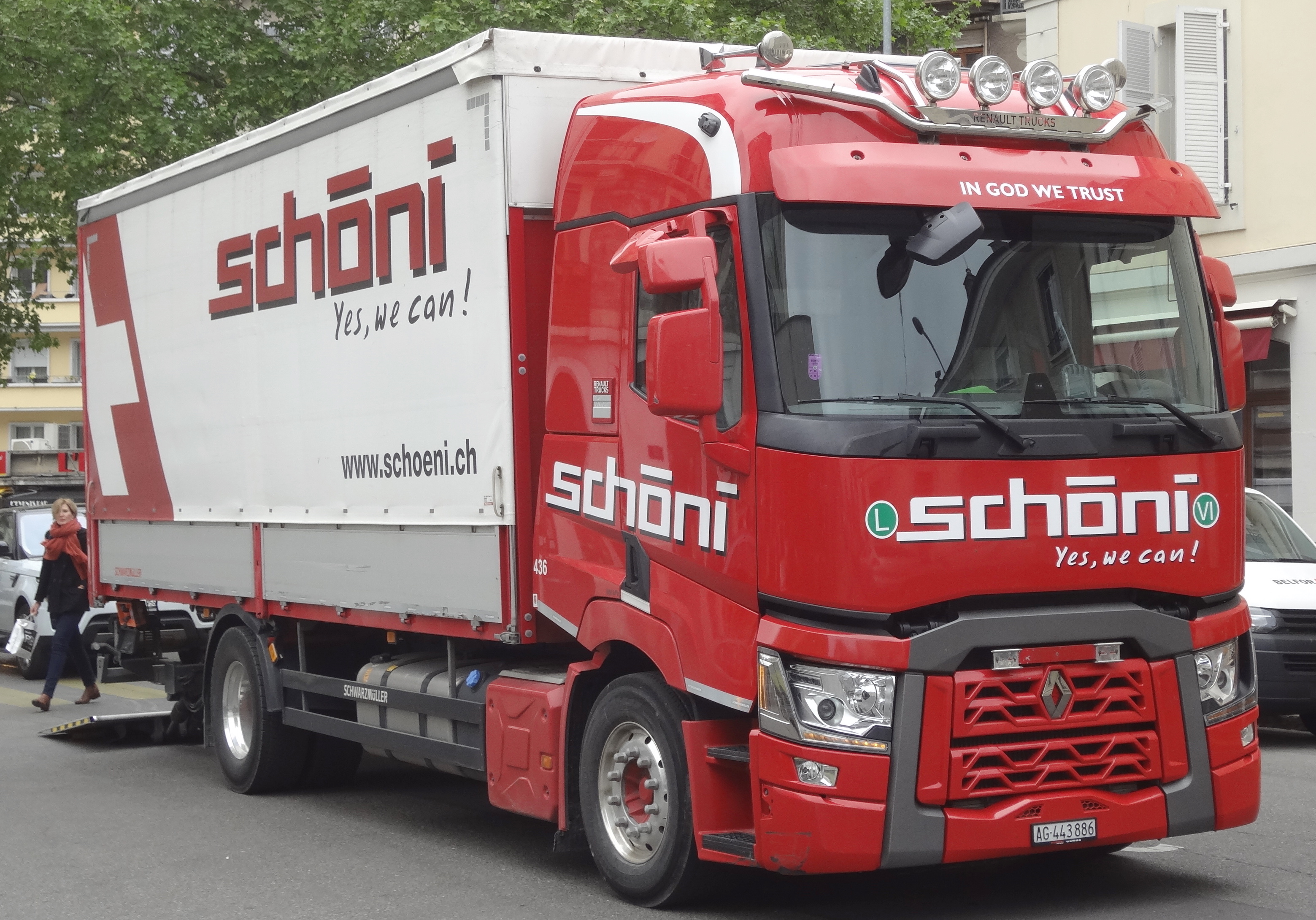
Renault C з кабіною Sleeper Cab (2013-2021)

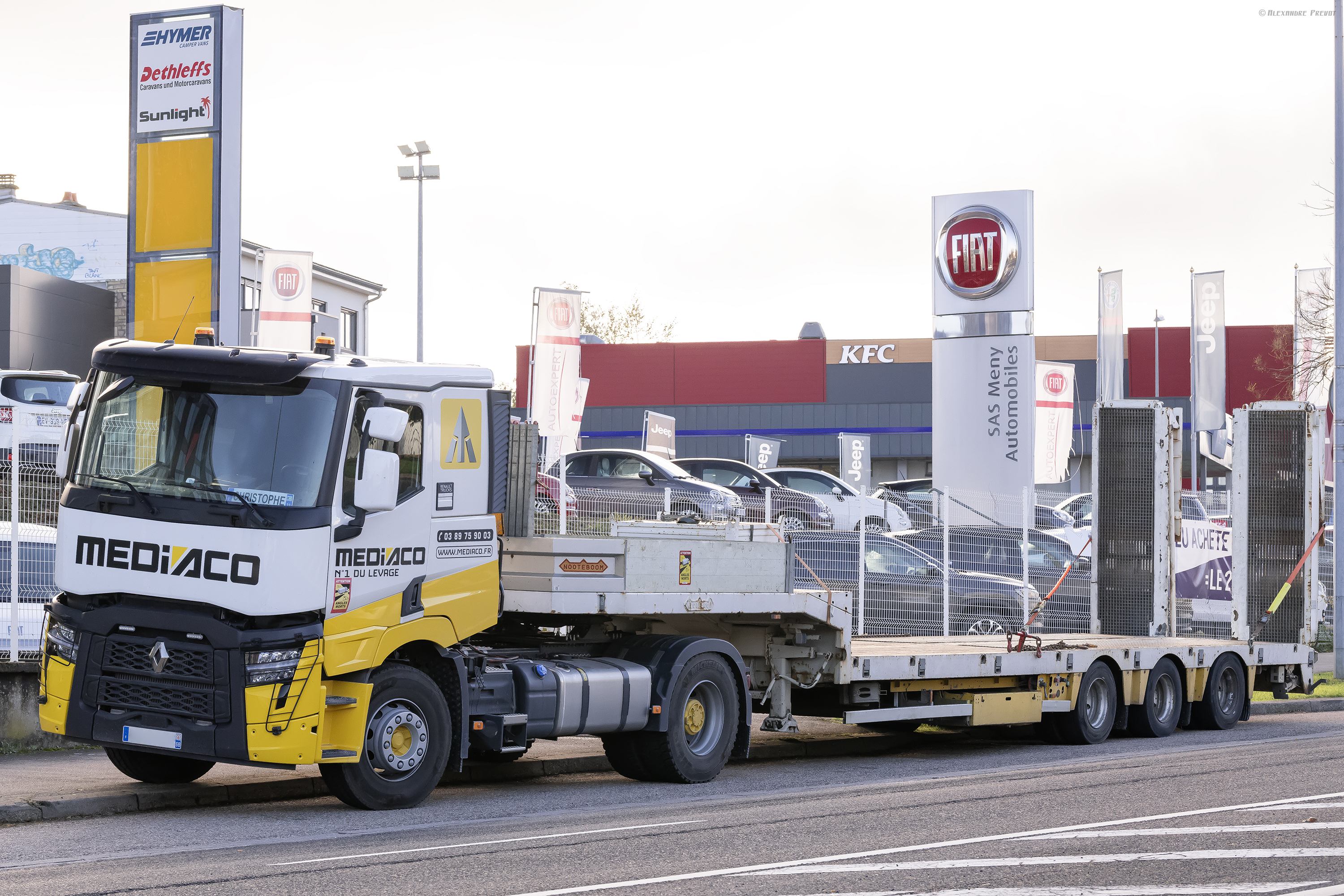
Renault C480 з кабіною Night & Day Cab (з 2021)

Renault C може оснащуватися однією з 4 типів кабін: Day Cab - денна, коротка, Night & Day Cab - подовжена версія денної зі спальною полицею і стандартним дахом, Sleeper Cab - кабіна з високим дахом і спальним відсіком, Global Cab - середня кабіна шириною 2,3 м, перші три кабіни аналогічні кабінам Renault T-Truck і мають ширину 2,5 м, остання кабіна взята від моделі Renault D Wide.
Крім кабін покупець може вибрати з широкого діапазону передніх підвісок вантажопідйомністю від 7.5 до 9 т. Модель C оснащується задньою параболічною підвіскою вантажопідйомністю 13-26 т.
В 2021 році дебютувала оновлена модель C-Truck з новим оформленням передньої частини.

## Двигуни

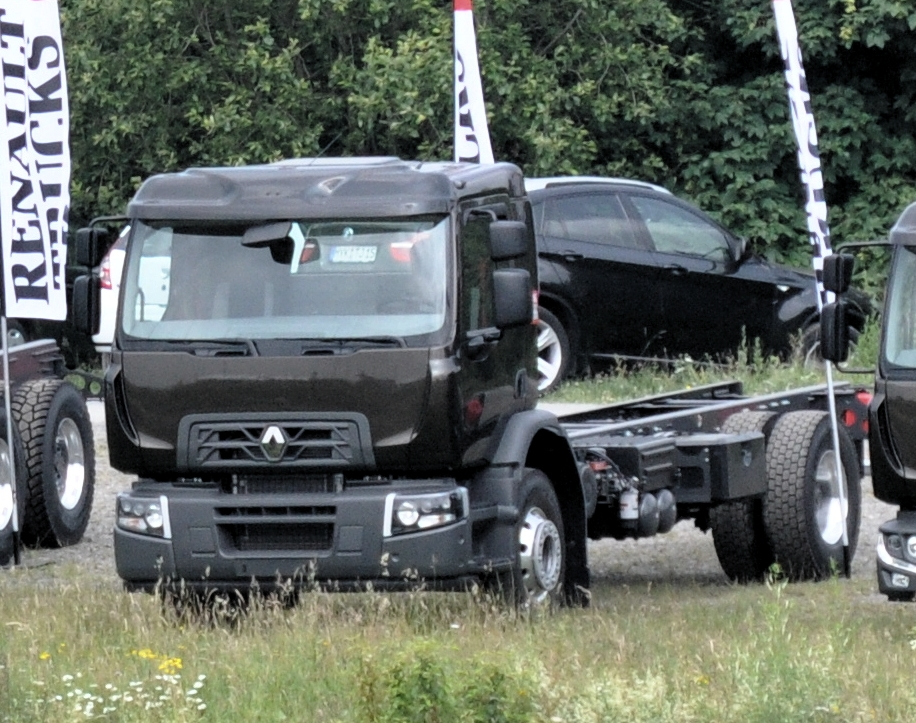
Renault C з кабіною Global Cab 2,3 м

Renault Trucks використовував свої двигуни Euro 5, щоб розробити новітні двигуни DTI 11 і DTI 13, що відповідають нормам Euro 6. Оригінальні блоки циліндрів, відомі свій ефективністю і надійністю, піддали ряду важливих змін. В результаті було модифіковано близько 50% елементів і деталей. Конструктори також модифікували систему SCR і зробили її більш ефективною. Використання нових матеріалів в її конструкції поліпшило каталітичну нейтралізацію і ефективно скоротило викиди NOx. Систему доповнили протівосажевим фільтром. Двигуни DTI 13 доступні в 3 варіантах потужністю 440, 480 і 520 к.с. DTI 11 пропонують також 3х типів потужністю 380, 430 і 460 к.с. Покупець також може замовити двигуни DTI 8 потужністю 250, 280 і 320 к.с.

### Кабіна шириною 2,3 м
| Двигун | Циліндри | Об'єм | Потужність                     | Крутний момент      | Норми викидів |
| ------ | -------- | ----- | ------------------------------ | ------------------- | ------------- |
| DTI 8  | Р6       | 7,7 л | 186 кВт (250 к.с.) при ? об/хв | 950 Нм при ? об/хв  | Євро-6        |
| DTI 8  | Р6       | 7,7 л | 209 кВт (280 к.с.) при ? об/хв | 1050 Нм при ? об/хв | Євро-6        |
| DTI 8  | Р6       | 7,7 л | 239 кВт (320 к.с.) при ? об/хв | 1200 Нм при ? об/хв | Євро-6        |

### Кабіна шириною 2,5 м
| Двигун | Циліндри | Об'єм  | Потужність                     | Крутний момент      | Норми викидів |
| ------ | -------- | ------ | ------------------------------ | ------------------- | ------------- |
| DTI 11 | Р6       | 10,8 л | 279 кВт (380 к.с.) при ? об/хв | 1850 Нм при ? об/хв | Євро-6        |
| DTI 11 | Р6       | 10,8 л | 316 кВт (430 к.с.) при ? об/хв | 2040 Нм при ? об/хв | Євро-6        |
| DTI 11 | Р6       | 10,8 л | 338 кВт (460 к.с.) при ? об/хв | 2250 Нм при ? об/хв | Євро-6        |
| DTI 13 | Р6       | 12,8 л | 324 кВт (440 к.с.) при ? об/хв | 2250 Нм при ? об/хв | Євро-6        |
| DTI 13 | Р6       | 12,8 л | 353 кВт (480 к.с.) при ? об/хв | 2400 Нм при ? об/хв | Євро-6        |
| DTI 13 | Р6       | 12,8 л | 382 кВт (520 к.с.) при ? об/хв | 2550 Нм при ? об/хв | Євро-6        |